# Cascine San Carlo
Cascine San Carlo è la frazione settentrionale del comune lombardo di Credera Rubbiano, nel Cremasco.

## Storia
La località è un piccolo villaggio agricolo di antica origine, frazione del comune di Rubbiano fino al 31 dicembre 1705, quando il governo della Repubblica di Venezia lo costituì in municipio a sé stante.
Il paese tornò una semplice frazione dopo un secolo, quando su ordine di Napoleone fu annesso a Casaletto Ceredano. Gli austriaci rettificarono poi la decisione spostando il villaggio sotto Credera.